# Promet Hrvatske
Zagreb je najveće prometno čvorište u zemlji. Preko njega idu cestovni i željeznički smjerovi iz Austrije kroz Sloveniju i iz Mađarske prema Rijeci, Splitu, te niz Savu prema Bosni i Hercegovini te Srbiji. 
U Jugoslaviji, zbog političkih razloga, Hrvatska nije povezivana suvremenom mrežom autocesta, osim smjera prema Beogradu i to uz granicu s Bosne i Hercegovine, tako da je središnji i sjeverni dio Slavonije podalje od te autoceste. Iz istih razloga kočena je izgradnja tunela kroz Učku i izgradnja autocesta Zagreb – Split i Zagreb – Rijeka. 
U samostalnoj Hrvatskoj izgrađen je tunel kroz Učku i navedene autoceste. 
Željezničke pruge su zastarjele, oštećene u Domovinskom ratu, ali velikim dijelom obnovljene. Samostalna Hrvatska nalazi se na glavnim željezničkim pravcima. Njihovi međunarodni nazivi su Koridor V i Koridor X. Kroz Hrvatsku prolazi jedan krak željezničkog Koridora X, i 2 kraka željezničkog Koridora V (krak b i c). Krakovi željezničkog koridora V križaju se s koridorom X. Koridor X najvažnija je magistralna i međunarodna pruga Republike Hrvatske.
Otoci su povezani s kopnom brodskim, trajektnim i brzobrodskim (katamaranskim) linijama. Međunarodne zračne luke su:
- Franjo Tuđman u Zagrebu
- Split (Kaštela)
- Dubrovnik
- Zadar
- Pula
- Rijeka (Krk)
- Osijek

Manje zračne luke imaju otoci Lošinj i Brač. 
Glavne morske luke su Pula, Rijeka, Zadar, Šibenik, Split, Ploče i Dubrovnik.

## Nedovršeni projekti
- izgradnja autoceste do Ploča (očekivano 2008.) i do Dubrovnika (očekivano 2012.); dio autoceste prolazi kroz teritorij Bosne i Hercegovine (Neum).
- željeznički tunel kroz Učku koji bi spajao hrvatske željezničke pruge Istre i ostatka Hrvatske. Započet je iz političkih razloga, ali nikada nije dovršen.

## Vanjska poveznica
- Prezentacija (hrv. & eng.) o prometu (cestovni, željeznički i zračni)